# Biron (Pyrénées-Atlantiques)
Biron település Franciaországban, Pyrénées-Atlantiques megyében. Lakosainak száma 607 fő (2022. január 1.). Biron Castétis, Castetner, Laà-Mondrans, Orthez és Sarpourenx községekkel határos.

## Népesség
A település népességének változása:
| Lakosok száma | 607  | 598  | 678  | 679  | 658  | 637  | 617  | 611  | 607  |
|               | 2013 | 2015 | 2016 | 2017 | 2018 | 2019 | 2020 | 2021 | 2022 |